# Yim Myung-ok
Yim Myung-ok (ur. 5 maja 1986 w Korei Południowej) – południowokoreańska siatkarka grająca jako libero. Obecnie występuje w drużynie Seongnam Korea Expressway Hi-Pass.

## Sukcesy reprezentacyjne
Igrzyska Azjatyckie:
- 2010
- 2018